# Stadio Fausto Coppi
Lo stadio Fausto Coppi è uno stadio situato a Tortona, in provincia di Alessandria. Si tratta del maggiore impianto sportivo del comune ed ospita le gare interne del Derthona.
Si trova sulla collina Castello, all’interno dell’area un tempo occupata dal Forte San Vittorio. Fu voluto dal presidente della società, Pio Franzosi (che lo finanziò completamente), e dal sindaco della città Silvio Pilotti. Come è visibile da foto d’archivio, fu necessario realizzare una parziale spianata del rilievo. L’inaugurazione avvenne nel 1959, in occasione della partita Derthona-Aosta terminata 2-1, ma la copertura della tribuna fu ultimata soltanto nel 1962. Dedicato a Fausto Coppi, celeberrimo ciclista nato nel Tortonese, attualmente ha una capienza di 3475 spettatori.